# Эксперт-Система
Эксперт-система — компания-разработчик программных продуктов для комплексной автоматизации брокерской, биржевой и финансовой деятельности - основана в 2002 г. С 2010 года является членом FPL, c 2011 года является официальным сертификационным центром ISTQB.

## Награды
Продукция компании имеет ряд наград: Barron’s (2011, 2010, 2009, 2008, 2007, 2006, 2005), CompareShares Awards (2009), Shares Magazine Awards (2008, 2007, 2006), Russian Flash Awards (2007), Traders Awards (2007)